# Gail McLaughlin
Gail Catherine McLaughlin ist eine amerikanische Nuklear-Astrophysikerin, die sich auf astrophysikalische Neutrinos und den r-Prozess bei der Nukleosynthese spezialisiert hat. Sie ist Distinguished University Professor of Physics an der North Carolina State University.

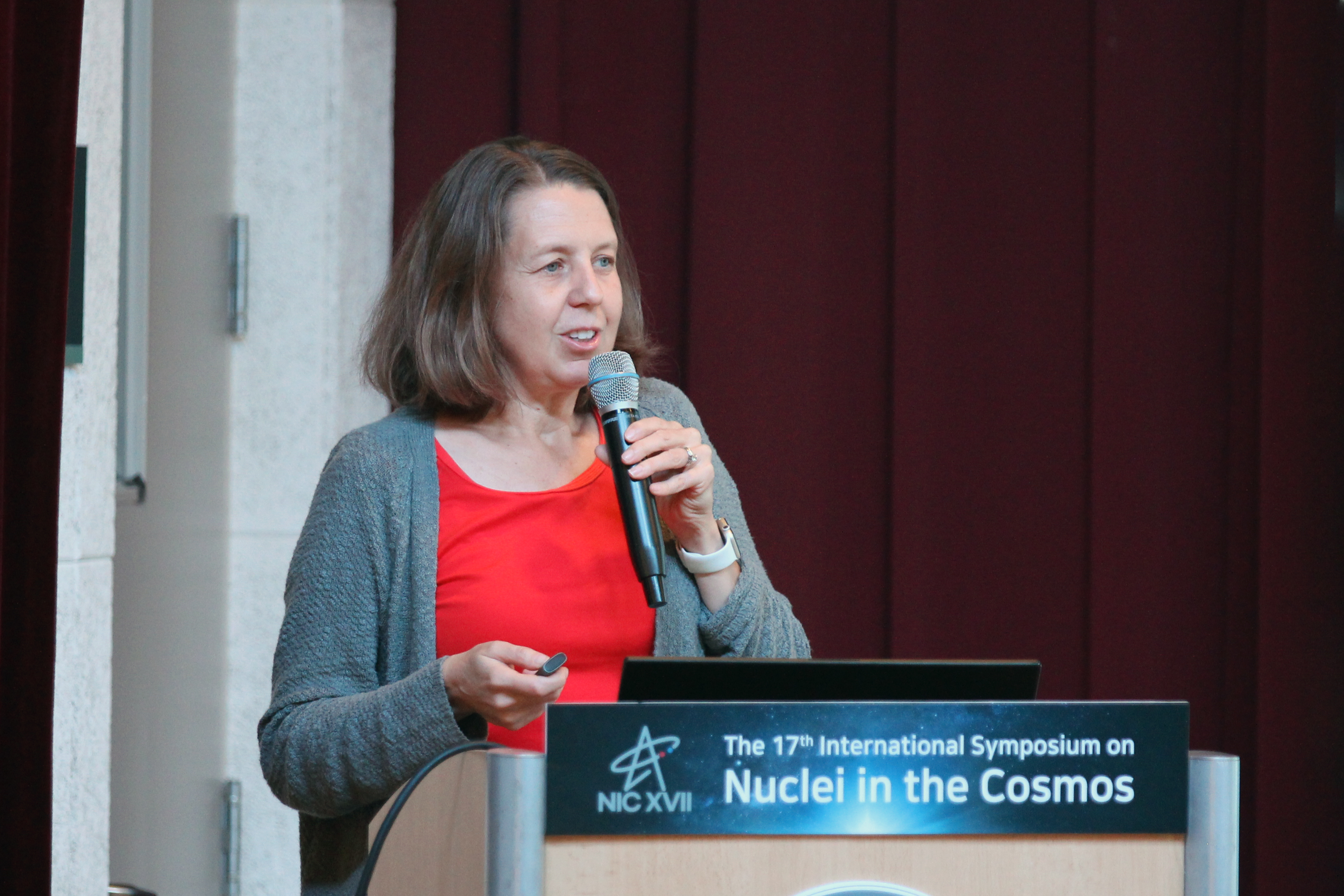
Gail McLaughlin

## Ausbildung und Karriere
McLaughlin studierte Physik an der Princeton University und schloss ihr Studium 1991 ab. Sie promovierte 1996 in Physik an der University of California, San Diego. Ihre Dissertation mit dem Titel Physics of Massive Stars and Supernovae: Weak Interactions and Stability Analysis wurde von George M. Fuller betreut.
Nach einem Postdoc-Aufenthalt an der University of Washington und am TRIUMF war sie als Wissenschaftlerin an der Stony Brook University tätig, bevor sie 2001 an die North Carolina State University wechselte. 2017 wurde sie zur Distinguished University Professor ernannt.

## Anerkennungen
McLaughlin wurde 2009 auf Vorschlag der APS-Abteilung für Kernphysik zum Fellow der American Physical Society (APS) ernannt, „für ihre Arbeiten zur Aufklärung der Rolle von Neutrinos bei der Nukleosynthese in Supernovae und Akkretionsscheiben von Schwarzen Löchern sowie für ihre Studien über das Potenzial von Beta-Strahlen niedriger Energie in der Neutrinophysik“.
Im Jahr 2023 wurde McLaughlin zur Gewinnerin des Herman-Feshbach-Preises 2024 ernannt. „Für bahnbrechende Beiträge zur Untersuchung von Neutrinos in explosiven Systemen und für die Aufklärung der tiefgreifenden Auswirkungen dieser Mikrophysik auf die Synthese von Elementen.“